# Stazione di Albergo
La stazione di Albergo è una stazione ferroviaria a servizio di Albergo, frazione del comune di Civitella in Val di Chiana, in provincia di Arezzo.
Si trova lungo la ferrovia Arezzo-Sinalunga, gestita da La Ferroviaria Italiana (LFI).